# Técnica MS
Es un sistema de colocación de micrófonos para lograr una grabación estéreo de sonido, englobada dentro de las llamadas técnicas del par coincidente. 
La Técnica MS también es conocida como técnica del par M-S o Técnica medio-lateral (en inglés Mid-Side que es el origen de las letras MS).
Se utilizan dos micrófonos de diferente polaridad colocados en un ángulo recto de 90°. Los diafragmas de ambas cápsulas se colocan de forma coincidente.
Cada cápsula da una señal diferente:
- El micrófono central frontal direccional (generalmente cardioide, aunque no necesariamente). La señal del micrófono central es llamada señal media (M).
- El micrófono lateral bidireccional. El micro lateral da una señal lateral llamada señal lateral (S).

No hay que confundir estas señales con la información que llega a los canales. Para obtener esta información las señales M y S se suman o restan. La salidas de ambas cápsulas se suman para obtener la información del canal izquierdo y se restan para obtener las del derecho.
Por pasos:
- L=M+S. El canal izquierdo (L, left) se consigue sumando (M+S): la señal que procede del micro que mira al frente más la señal que procede del lateral.
- R=M-S. El canal derecho (R, right) se consigue restando (M-S): la señal que procede del micro que mira al frente menos la señal que procede del lateral.

Debe invertirse la fase de la señal S, para así evitar discrepancias 
La utilización de esta modalidad de par coincidente da una precisión de localización excelente.
La técnica MS se utiliza, sobre todo, en directos; cuando no existe la posibilidad de ajustar físicamente los micrófonos durante la actuación, pero donde podemos variar la magnitud del estéreo, al poder variar el nivel de la señal media con respecto a la lateral.
Los micrófonos estéreo (dos cápsulas que pueden angularse por separado en una misma carcasa) también suelen utilizar esta técnica del par MS.
- Datos: Q6154465